# Аршимед, Жерти
Жерти Бернадетт Аршимед (фр. Gerty Bernadette Archimède; 26 апреля 1909, Морн-а-л’О, Гваделупа — 15 апреля 1980, там же) — общественная и политическая деятельница Гваделупы левого толка, депутат Национального собрания Франции в 1946—1951 годах. Она была первой женщиной, принятой в Коллегию адвокатов Гваделупы, и второй чернокожей женщиной, избранной в парламент Франции Франции вскоре после Эжени Эбуэ-Телль.
Аршимед была юристкой, видной активисткой Гваделупской коммунистической партии (ГКП), основательницей и президентом Союза женщин Гваделупы, депутатом регионального советника от Бас-Тера.

## Биография
Жерти была старшей из пяти детей Жюстена Аршимеда, который был избран мэром Морн-а-Л’о еще в 1923 году. Она стала первой женщиной-членом коллегии адвокатов Гваделупы в 1939 году.
Жерти вела активную политическую карьеру. В 1945 году она была избрана в совет департамента по списку Социал-коммунистической пролетарской группы, а затем по итогам парламентских выборов 1946 года была депутатом от Гваделупы во фракции Французской коммунистической партии (ФКП) с 10 ноября 1946 года по 17 апреля 1951 года. Наряду с Эжени Эбуэ-Телль она была одной из двух первых женщин-депутатов Гваделупы. В 1948 году она стала членом Французской коммунистической партии, которая делегировала её на многочисленные конференции по всему миру.
В 1952 году она вернулась в коллегию адвокатов на Гваделупе. Незадолго до этого она принимала участие в защите 16 мартиникских резчиков тростника на судебном процессе 1951 года. Продолжая свою адвокатскую деятельность, с 1953 года она была заместителем мэра Бас-Тер Эли Шофрена, пока не заменила его в 1956 году на год. Впоследствии она была избрана председателем Коллегии адвокатов с 1967 по 1970 год.
Как феминистическая активистка, она создала в Гваделупе местную федерацию Союза французских женщин (фр. Union des Femmes Françaises, UFF), близкого к ФКП, чтобы поддержать усилия по обеспечению социального обеспечения и пенсий для гваделупских женщин. Она активно способствовала преобразованию федерации UFF в Союз гваделупских женщин (фр. Union des Femmes Guadeloupéennes).
В августе 1969 года она познакомилась с Анджелой Дэвис, после прибытия в Бас-Тер с Кубы на лодке. Дэвис и её товарищи были арестованы французскими таможенниками, конфисковавшими у них паспорта. Эта встреча описана в автобиографии Анджелы Дэвис.

## Память
Музей Жерти Аршимед (Musée Gerty Archimède) расположен в одном из домов, в которых она проживала с 1984 года.
13 декабря 2002 года на морском бульваре Бас-Тер в её честь была открыта бронзовая статуя.
Улица Жерти Аршимед (rue Gerty Archimède) в 12-м округе Парижа была названа в её честь в 2006 году по запросу парижских депутатов-коммунистов.
В 2006 году её племянник Ален Фуа написал пьесу «Pas de Prison pour le vent» («Нет тюрьмы для ветра»), вдохновленную её встречей с Анджелой Дэвис на Гваделупе.
27 января 2007 года кандидат в президенты Франции Сеголен Руаяль почтила её память во время своей избирательной кампании.
14 января 2011 года, во время открытия нового амфитеатра UAG в городе Сен-Клод, жюри объявило результаты референдума, избравшего карибской личностью, в честь которой будет названо здание, Жерти Аршимед.